# Вожатий

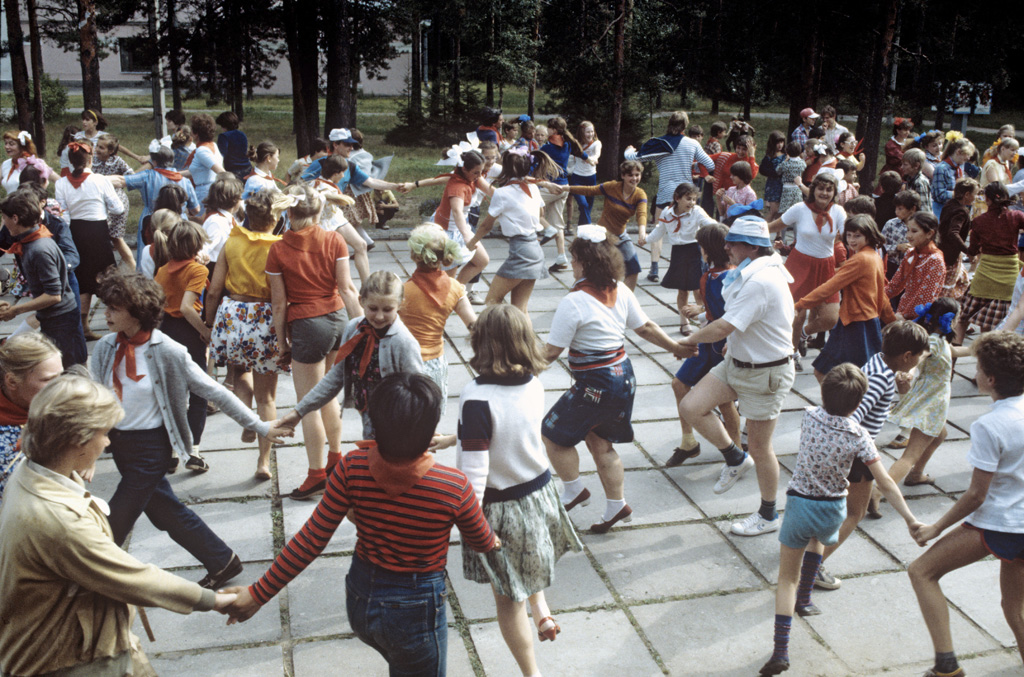
Піонерський табір

Вожа́тий, раніше піонервожа́тий — фахівець, який відповідає за збереження здоров'я, життя дитини, її розвиток протягом усієї зміни в (піонерському) літнньому дитячомиму таборі.

## Історія вожацтва в СРСР та Україні
Вперше термін «вожатий», стосовно піонерської організації, з'явився 1922 року. Тоді так називали керівника піонерського загону — «піонервожатого», «вожатого піонерів». В СРСР склад вожатих для піонерських таборів формували переважно з комсомольців. У 1924 році загальна кількість вожатих у СРСР становила близько 11 200 чоловік.
Починаючи з 1925 року було розпочато формування особливих умов для вожатих. На рівні Раднаркому РРФСР та ЦК комсомолу було затверджено кошторис на утримання вожатських форпостів. Для вожатих встановили систему пільг, яка прирівнювала вожатого до посади сільського вчителя (наказом Раднаркому РРФСР 2 квітня 1926 року). Посада вожатого стала престижною, і вже у 1926 року 54% всіх загонових вожатих СРСР становили молоді робітники.
З 1927 року розпочато централізовану підготовку вожатих, встановлено спеціальні семінари, курси та наради для вожатих груп, загонів, форпостів та жовтенят. Для старших вожатих було сформовано всесоюзні, республіканські, обласні та крайові курси. Для методистів (працівників піонерських кабінетів, будинків піонерів, станцій та клубів), а також викладацького та лекторського складів було організовано позашкільні відділення дитячого комуністичного руху педагогічних технікумів та ВНЗ. А також спеціальна аспірантура для науковців.
У навчання входили такі теми: «Питання теоретичні, педагогічні та педологічні. Завдання соціалістичного будівництва та зміст роботи загону».
Починаючи з 1937 року Наркомпрос РРФСР і ЦК ВЛКСМ ухвалили рішення про підвищення кваліфікації вожатих у сфері комуністичного виховання. У навчання вожатого стала обов'язково входити політична підготовка, а вимога до рівня освіти підвищилася, для вожатих молодших загонів — не нижче за 4-річну освіту, для решти — не нижче за 7-річну. Крім цього, від вожатого були потрібні: відмінне знання шкільної програми, мати хорошу загальну фізпідготовку, мати знання стройових занять і обов'язково здати норми на значок ГПО.
Під час ВВВ для підготовки та перепідготовки складу старших піонервожатих було відновлено республіканські та міжобласні школи, а у багатьох містах було створено постійні школи для навчання без відриву від роботи.
На VII пленумі ЦК ВЛКСМ від 17 жовтня 1951 року було встановлено нову систему підготовки та перепідготовки вожатих для піонерів:
- Центральні курси піонерських працівників
- Відділення вчителів (для вожатих при педагогічних училищах)
- 6-місячні школи (для перепідготовки старших вожатих).[7]

На початку 1960-х років після проведення міжобласних та республіканських конференцій, у яких брали участь вожаті та комсомольські працівники, було прийнято рішення про відкриття класів з підготовки старших вожатих більш ніж у 250 школах СРСР. Наприкінці 60-х років при школах СРСР було створено «школи загонового вожатого» в рамках програми «Орієнтир».
З 1962 року в костромському державному педагогічному інституті та низці інших педагогічних вузів було організовано історико-педагогічні факультети («піонерфак»), які готували фахівців із вищою освітою за спеціальністю «вчитель історії та суспільствознавства, методист піонерської роботи». Перший випуск відбувся 1966 року.
У 1967 році затверджуеться «Положення про старшого та загонового піонерського вожатого Всесоюзної піонерської організації», де офіційно визначається його роль і місце в системі виховної роботи школи, ухвалюеться перелік повноважень, розширюються функціональні обов'язки.

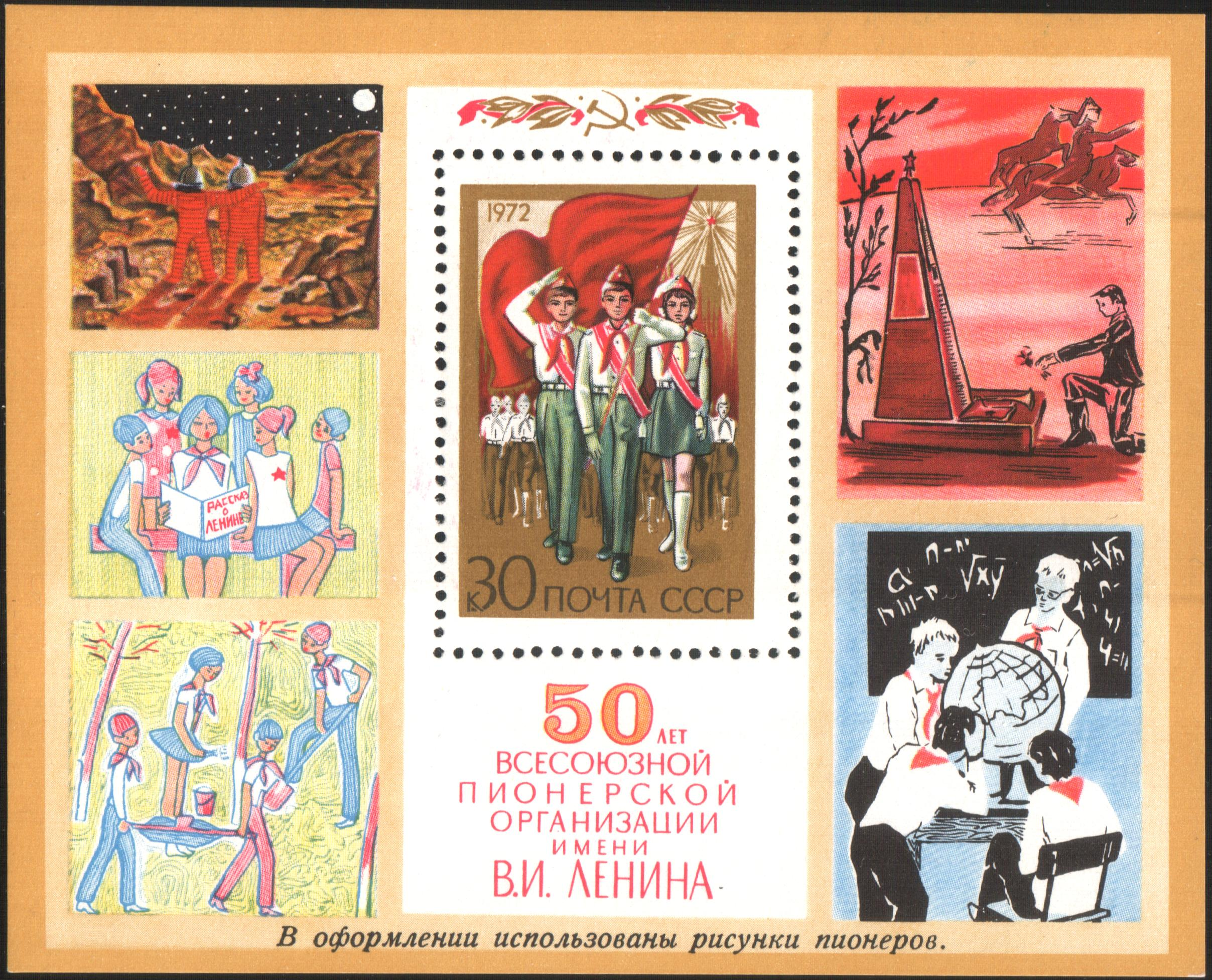
Дитячий малюнок «Вожата» (другий зверху ліворуч) на поштовому блоці СРСР 1972 року

На IV пленумі ЦК ВЛКСМ від 28 жовтня 1975 року було прийнято постанову, згідно з якою рекомендували ретельніше підійти до процедури підбору піонерських кадрів, а також якісно покращити склад вожатих. Для розвитку професійних навичок рекомендували ширше використовувати можливості таборів «Артек», «Орлятко» та інших крайових та республіканських піонерських таборів.
Починаючи з 1979–1980 років піонерські вожаті в обов'язковому порядку проходять атестацію з присвоєння відповідних категорій як педагогічні працівники.

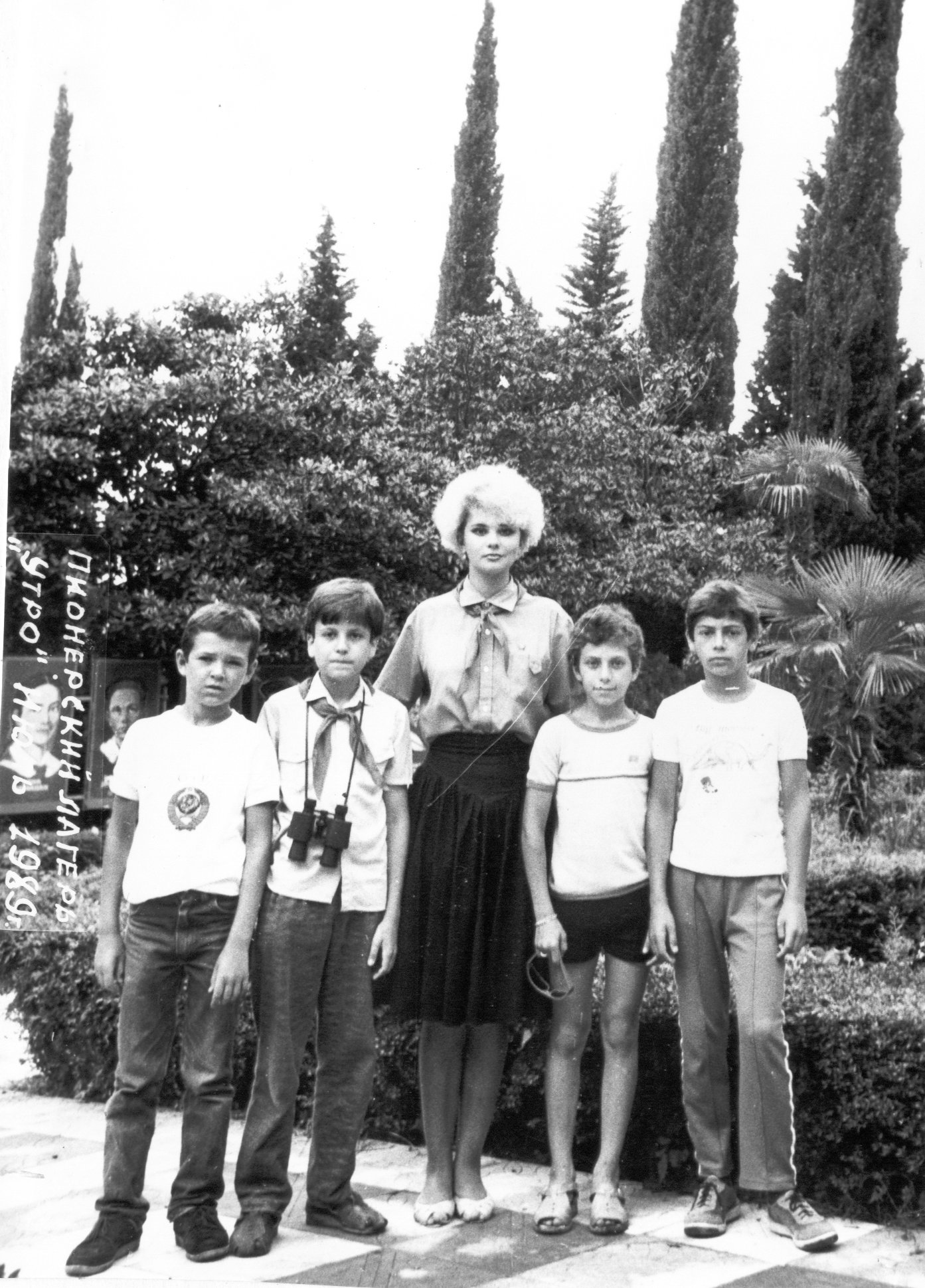
1989, СРСР, піонертабір «Ранок»

З 1980 року, старші піонервожаті отримували єдину форму одягу та новий формат навчання — інструктивно-методичний збір.
1986 року під керівництвом Е. С. Соколової та В. Л. Павлова була складена професіограма вожатого. Відповідно до цього документа мету діяльності вожатого визначали цілями піонерської організації. Крім того, наголошували на ролі вожатого в процесі формування дитячої особистості. Загальну мету, якої мав прагнути вожатий, формулювали так «формування основ всебічно розвиненої особистості активного будівельника комуністичного суспільства, підготовка зміни та резерву ВЛКСМ».
Попри усі позитивні досягнення, деякі вчені зауважують, що саме у 70–80-х рр. надмірна педагогізація діяльності вожатого призвела до негативних тенденцій, які посприяли зміцненню авторитарної позиції старшого піонерського вожатого.

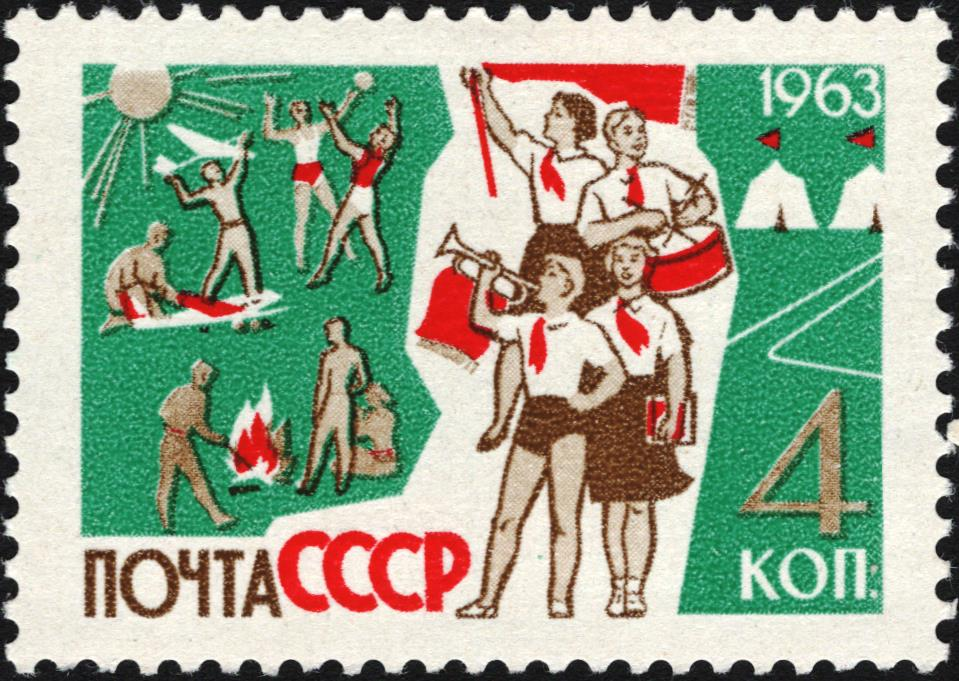
Марка СРСР

З 1991 року після розпуску піонерської організації термін «вожатий» не має повноцінного нормативного визначення.
На думку Н. Коляди, політична криза 1990-х остаточно зруйнувала створену радянською владою систему виховання молоді та логічно припинила існування всесоюзної піонерської організації.
Нині у законодавстві немає чіткого визначення поняття «вожатий», як і єдиних стандартів щодо їх підготовки та вимог до фізичних і психологічних характеристик представників професії.
Зі зникненням посади старшого піонервожатого пов'язано введення посади педагога-організатора.

### У законодавстві
Нормативно-правова основа діяльності вожатого: Конвенція про права дитини; Трудовий Кодекс; Закон України «Про освіту»; Закон України «Про оздоровлення та відпочинок дітей».
Згадується в постанові КМУ № 963 від 14 червня 2000 року «Про затвердження переліку посад педагогічних та науково-педагогічних працівників» разом зі посадою старшого вожатого, а також у постанові № 1109 від 23 грудня 2015 року «Про затвердження переліку кваліфікаційних категорій і педагогічних звань педагогічних працівників та порядку їх присвоєння» згадується кваліфікаційна категорія «старший вожатий — методист», яка присвоюється старшим вожатим. Крім того, зазначається у Класифікаторі професій під загальним кодом 3340.

## Посадові обов'язки
В освітніх організаціях (таборах) вожаті грають одну з найважливіших ролей у виховній системі.
Вожатий здійснює педагогічну (виховну) та оздоровчу роботу з дітьми загону відповідно до плану роботи табору. У роботі вожатий підпорядковується начальнику табору, старшому вожатому. Робочий день вожатого — ненормований, робочий тиждень — від 6 до 14 днів.
Обов'язки вожатого: Організаційні:
- Забезпечує виконання дітьми санітарно-гігієнічних норм, контролює дотримання ними охайного зовнішнього вигляду, чистоти одягу, встановленого порядку у спальних кімнатах, інших приміщеннях житлових корпусів, їдальні та на території табору.
- Забезпечує неухильне дотримання дітьми дисципліни та порядку відповідно до встановленого режиму
- Організує обов'язкову участь загону у всіх загальнотабірних культурно-масових, спортивно-оздоровчих та трудових заходах.
- Організує чергування дітей у житлових корпусах, їдальні, на закріпленій за загоном території табору
- Стежить за чистотою та порядком у кімнатах. Організує вологе прибирання приміщень
- Відповідно до загальнотабірного складає загінний план роботи, погоджений зі старшим вожатим, і звітує про його виконання
- Бере участь в організації та проведенні загальнотабірних заходів відповідно до вказівок старшого вожатого та начальника табору

Педагогічні:
- Сприяє розвитку та діяльності дитячих громадських організацій, об'єднань, допомагає у програмуванні їх діяльності на засадах добровільності, самодіяльності, гуманності та демократизму з урахуванням ініціативи, інтересів та потреб учнів (вихованців, дітей)
- Організовує колективно-творчу діяльність
- Забезпечує умови для широкого інформування дітей про існуючі організації, об'єднання
- Створює сприятливі умови, що дозволяють дітям виявляти громадянську та моральну позицію, реалізувати свої інтереси та потреби, цікаво та з користю для їх розвитку проводити вільний час. Дбає про здоров'я та безпеку довірених йому дітей
- Своєчасно виявляє та вирішує конфліктні ситуації, попереджає можливі відхилення у поведінці дітей та підлітків
- Вивчає та використовує передовий досвід роботи з дітьми та підлітками

Відповідальність вожатого:
- Несе персональну відповідальність за організацію, життя та здоров'я дітей. У разі непередбачених обставин негайно повідомляє до найближчого відділення поліції, і начальника табору
- Несе всю повноту юридичної відповідальності за життя, здоров'я дітей
- Під час роботи гуртків, спортивних секцій, клубів за інтересами відповідальність за життя, здоров'я та безпеку дітей покладається на керівників заходів та інших відповідальних осіб

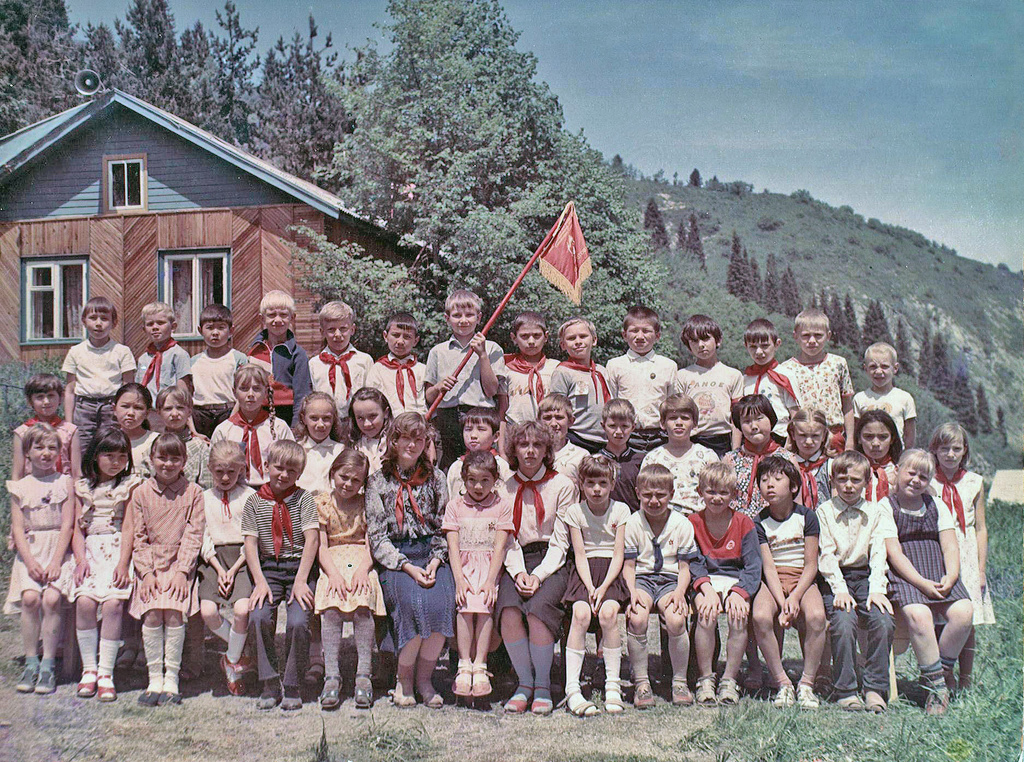

## Методичне забезпечення
1. У 1924-1990 роках видавався однойменний журнал «Вожатый» як щомісячний суспільно-політичний та методичний журнал ЦК ВЛКСМ та Центральної ради Всесоюзної піонерської організації ім. В. І. Леніна.[16]
2. У 1920-1940-х роках видавався журнал «Дитячий рух», перейменований у 1934 на «Піонервожатий».[17][18]
3. У 1923-1991 роках видавався журнал «Піонерія» (раніше «Червоні квіти», у 1931 об'єднано з «Більшовиченятко» й перейменовано, з січня 1991 — журнал «Однокласник»).
4. Статті в педагогічних журналах, методична література (див.  Радянська Освіта журнал, Радянська Освіта газета, Радянська школа, Початкова школа, За масову комуністичну освіту, Шлях освіти)

## В культурі
- Теодосій Самотулка описав гру «Вожатий, вожатий подай піонера!». Учасники гри діляться на дві рівні команди, стають один навпроти одного шеренгами на відстані 10-15 м, тримаючись за руки. Потім по черзі вигукують «вожатий, вожатий, подай піонера» і обирають піонера серед суперників. Обраний гравець має розбігтися і прорвати ланцюг (зчеплені руки) супротивника. Якщо це вдається, гравець повертається в свою команду і приводить людину, що не втримала ланцюг, якщо навпаки — залишається в команді суперників. Наступною починає команда, яка програла. В кінці гри, перемагає та команда, в якій учасників більше. Гра сприяє моторному розвитку, вдосконаленню спритності тощо.[19][20] Гра була поширена серед дітей шкільного віку у 60-х – 90-х роках ХХ ст.. У ХХІ ст. в цю гру діти практично не грають.[21]
- В 1997 році в збірці сучасних українських новел «Квіти в темній кімнаті» була опублікована новела українського письменника Олександра Ірванця «Наш вожатий Фреді Крюгер» (яка у 2021 році ввійшла до списку 30-ти найкращих оповідань незалежної України), у ній від імені дівчини-підлітка розповідається про незвичайні пригоди у літньому таборі[22]. Доктор філологічних наук, професор Лариса Масенко у своїй статті «Суржик у сучасній художній літературі» відзначає, що в цьому творі він відіграє не функцію негативної характеристики як зазвичай, а «увиразнює беззахисність дитини, страхи, які вона переживає в чужій казарменій атмосфері табору».[23]

### Україномовна
- Гусак В. М. Становлення та розвиток посади педагог-організатор: історико-ретроспективний аналіз // Збірник наукових праць Херсонського державного університету. — 2017. — № 75 (1). — С. 23-28. — (Педагогічні науки).
- Гужанова Т.С. Підготовка студентів до реалізації технологій літнього відпочинку дітей // Навчання і виховання дітей дошкільного і молодшого шкільного віку: актуальні питання теорії і методики: збірник науково-методичних праць. — 2018. — С. 12-16.
- Платонова Оксана Георгіївна. Особливості організації соціально-виховної роботи в умовах дитячого оздоровчого табору. — 2014. — С. 213-217.
- Коляда Н. Піонерський форпост як провідна форма організації дитячого руху (20–30-ті роки ХХ ст.) // Історико-педагогічний альманах. — 2011. — Вип. 2.
- Коц С.М., Коц В.П. Специфіка професійної підготовки студентів до літньої педагогічної діяльності // Освіта дорослих: світові тенденції, українські реалії та перспективи: монографія / За заг. ред. акад. Н.Г. Ничкало, акад. І.Ф. Прокопенка. Київ, Харків: Інститут освіти дорослих імені І. Зязюна НАПН України, Харківський національний педагогічний університет імені Г.С. Сковороди, 2020. (492-495) 544 с.
- Олійник Н. Я. Готовність майбутніх учителів до виховної діяльності в дитячих закладах оздоровлення та відпочинку: реалії й перспективи // Педагогіка формування творчої особистості у вищій і загальноосвітній школах: зб. наук. пр. / редкол.: Т.І. Сущенко (голов. ред.) та ін. — Запоріжжя. — 2009. — Вип. 4 (57). — (С. 354-358) 504 с.
- Коляда Н. Розвиток дитячого руху в Україні (початок XX ст. – середина 30-х років XX ст.): [монографія] / Н. Коляда. — Умань : ПП Жовтий, 2012. — 407 с. ISBN 978-966-525-112-5
- Димитров М. Ф., Копилова Л. Б.. Табір починається з вожатого: Навч.-метод. посібник. — Миколаїв: Атол, 2005. — 206 с. ISBN 966-8147-19-2
- Книга вожатого / А. Бруднов, А. Будов, О. Газманта ін.; упоряд. А. Деркач, Г. Чубарова, Л. Яшуніна. — К.: Молодь, 1986. — 248 с.
- Загоновий вожатий / Укладачі О. Панов, Г. Чубанова. — М.: Молода гвардія, 1982.

### Російськомовна
- К. С. Зыкова. Становление и развитие системы подготовки пионерских вожатых (1922-1941 гг.). — Т., 1974. — С. 17.
- «Вожатый. Техника. Наука: система подготовки педагогических отрядов для научно-технического лагеря: учебно-методическое пособие» / Л. С. Пастухова, Е. Г. Суркова, С. В. Тетерский, Е. Л. Шелковой. — М.: МГИУ, 2015. — 216 с.
- Тетерский С. В. «Подготовка вожатого как создателя конкурентной педагогической системы» / «Технология управления организацией и подготовкой профильных смен для молодёжи в возрасте от 14 до 18 лет: теория и практика: Учебно-методическое пособие для организаторов работы с молодёжью». — М.: РИЦ МГГУ им. М. А. Шолохова, 2014. — С.114-129.
- Тетерский С. В. «Тебе, вожатый! Выпуск 3. Сборник программ летних смен „Из опыта детских оздоровительных лагерей“». Н. Новгород: Изд-во ООО «Педагогические технологии», 2005. — 104 с.
- Шелковой Е. Л. «Сюжетно-ролевая игра как модель организации работы педагогического отряда в детском оздорови-тельном лагере» / Е. Л. Шелковой // «Технология управления организацией и подготовкой профильных смен для молодежи в возрасте от 14 до 18 лет: теория и практика: учебно-методическое пособие для организации работы с молодежью» / под ред. Н. Н. Сотниковой, С. В. Поспелова, Н. Ю. Лесконог. — М.: РИЦ МГГУ им. М. А. Шолохова, 2014. — С. 233—239.